# Крушельницький Антін Амвросійович
Антін Амвросійович Крушельницький гербу Сас (1866, Козова, нині Тернопільського району Тернопільська область, Україна — 1895, Львів) — український співак (бас), диригент, збирач фолкльору. Брат співачок Соломії та Ганни, фольклористки Емілії Крушельницьких.

## Життєпис
Народився у 1866 році в Козові, нині Тернопільського району Тернопільської області, Україна. Син о. Амвросія Крушельницького.
Навчався у гімназіях міст Тернополя, Львова. Основи музичної грамоти і гри на фортепіано засвоїв від батька та о. Остапа Нижанківського. Учасник артистично-концертної мандрівок студентів по Галичині та Буковині, котрі очолював О. Нижанківський (1885, 1889).
У 1885—1886 р. належав до редколегії видавництва «Бібліотека музикальна» у Львові (з Остапом Нижанківським, Йосипом Партицьким, Кирилом Студинським). Співак хору львівського «Бояна» (1891—1893), його диригент (1892—1893).
Опублікував 4 народні пісні та 5 коломийок із мелодіями в 1-4-му зошитах збірника «Русько-народні галицькі мелодії» Порфирія Бажанського (1905—1912 р.
Помер на 29-му році життя у 1895 році у Львові.